# Chrysops shermani
Chrysops shermani är en tvåvingeart som beskrevs av James Stewart Hine 1907. Chrysops shermani ingår i släktet Chrysops och familjen bromsar. Inga underarter finns listade i Catalogue of Life.